# Zeta Filmes
Zeta Filmes é uma produtora e distribuidora de filmes criada no Brasil em 1998. É também responsável por realização de festivais de cinema, mostras, curadorias de artes e exposições audiovisuais.

## Histórico
A partir de 2013, passou a trabalhar também como distribuidora de filmes no Brasil, e lançou Keep the Lights On (bra:Deixe a Luz Acesa). Em 2014 apreeentou quatro filmes no Festival do Rio. Em 2016, no projeto "Clássica", apresentou filmes restaurados junto com a FJ Cines no Espaço Itaú Botafogo. Em 2017 foi uma das distribuidoras de cinema apoiadoras do Festival Varilux de Cinema Francês.